# 其士泛亞
其士泛亞控股有限公司，簡稱其士泛亞控股，以及其士泛亞（Chevalier Pacific Holdings Limited，港交所除牌時0508.HK），在2007年5月7日，由其士科技控股有限公司更名而來，當時業務包括咖啡批發、零售和特色餐廳酒吧，以及天然資源業務。前主席為周亦卿。
2010年6月，其士泛亞以3.27億港元向華潤創業出售太平洋咖啡80%的股權，其士泛亞因而錄得超過1億港元收益。同年7月此宗交易完成後，其士泛亞宣布派發特別股息予股東。
2010年8月，其士泛亞協議進軍菲律賓採礦業務，總代價6.48億港元，其中包括發行9.29億新股，佔擴大後股本28.11%。完成後，其士國際於其士泛亞持股量將攤薄至低於50%，其士泛亞不再為其士國際附屬公司，並入賬為聯營。同年11月，其士泛亞宣布終止協議 。
2010年12月其士泛亞與International Restaurants訂立換股協議，其士將其所持Igor's的40%股權，換入對方所持峰景餐廳60%權益，完成後雙方將合併為一個分別持股60%及40%的餐飲集團。Igor's經營36間店鋪，包括10間餐廳、14間餐廳酒吧、7間Wildfire連鎖店及5間特式小賣亭。
2011年5月底，其士國際與其士泛亞一同停牌，並發出通告，表示其士國際正與獨立第三者就可能出售其士泛亞事項進行商討，或導致其士泛亞控制權權變動及引致全面收購建議。2011年9月底，買賣雙方完成交易其士泛亞控股有限公司股份。截至2011年10月27日，主席李光煜的持股量為1,662,882,530股或70.010%。其後把原有業務出售給母公司，故此2012年2月8日，更名為鼎億集團投資有限公司。